# Visbeker Bräutigam
De Visbeker Bräutigam is een verzameling hunebedden ten noorden van de buurtschap Endel, Großenkneten, Landkreis Oldenburg. De hunebedden werden tussen 3500 en 2800 v.Chr. gebouwd en wordt toegeschreven aan de Trechterbekercultuur. Ze zijn onderdeel van de Straße der Megalithkultur en liggen vlak bij de Heidenopfertisch.
De verzameling hunebedden zijn ook bekend onder Sprockhoff Nr's 934–938. Ze liggen ten noorden van de Aue, de rivier wordt hier ook wel Engelmannsbäke genoemd. Er liggen verschillende typen hunebedden vlak bij elkaar, waarvan Visbeker Bräutigam 936 de langste van Nedersaksen is.

## Sage
Er is een sage over de Visbeker Bräutigam en de vier kilometer verderop gelegen Visbeker Braut; de bruid (Gretchen) werd door haar vader gedwongen  met de bruidegom te trouwen. Haar hart behoorde een andere man toe en ze wenste dat de bruiloft niet door zou gaan, waarna zijzelf en haar bruidswagen (Brautwagen) en ook haar eigen bruidsstoet en de bruidsstoet van de bruidegom (Visbeker Braut en Visbeker Bräutigam) in stenen veranderden.

## Visbeker Bräutigam 934
Dit hunebed is van het type ganggraf. De kamer van dit hunebed is 24 meter lang en daarmee is het groter dan de kamer in het enorme bouwwerk Visbeker Bräutigam 936 (10 meter lang). De kransstenen liggen direct rond de kamer in een ovalen vorm. 
Eerst werd een relatief kleine, op het noordwesten georiënteerde kamer gebouwd. Later werd een muur doorbroken en werd de kamer vergroot en voorzien van de gang en kransstenen. Fragmenten uit de eerste fase bleven over en er is een duidelijke knik te zien tussen de twee bouwfasen. Tegenwoordig ontbreken alle stenen van de krans aan de noordwestzijde. Twee dekstenen liggen nog op de oorspronkelijke plek.

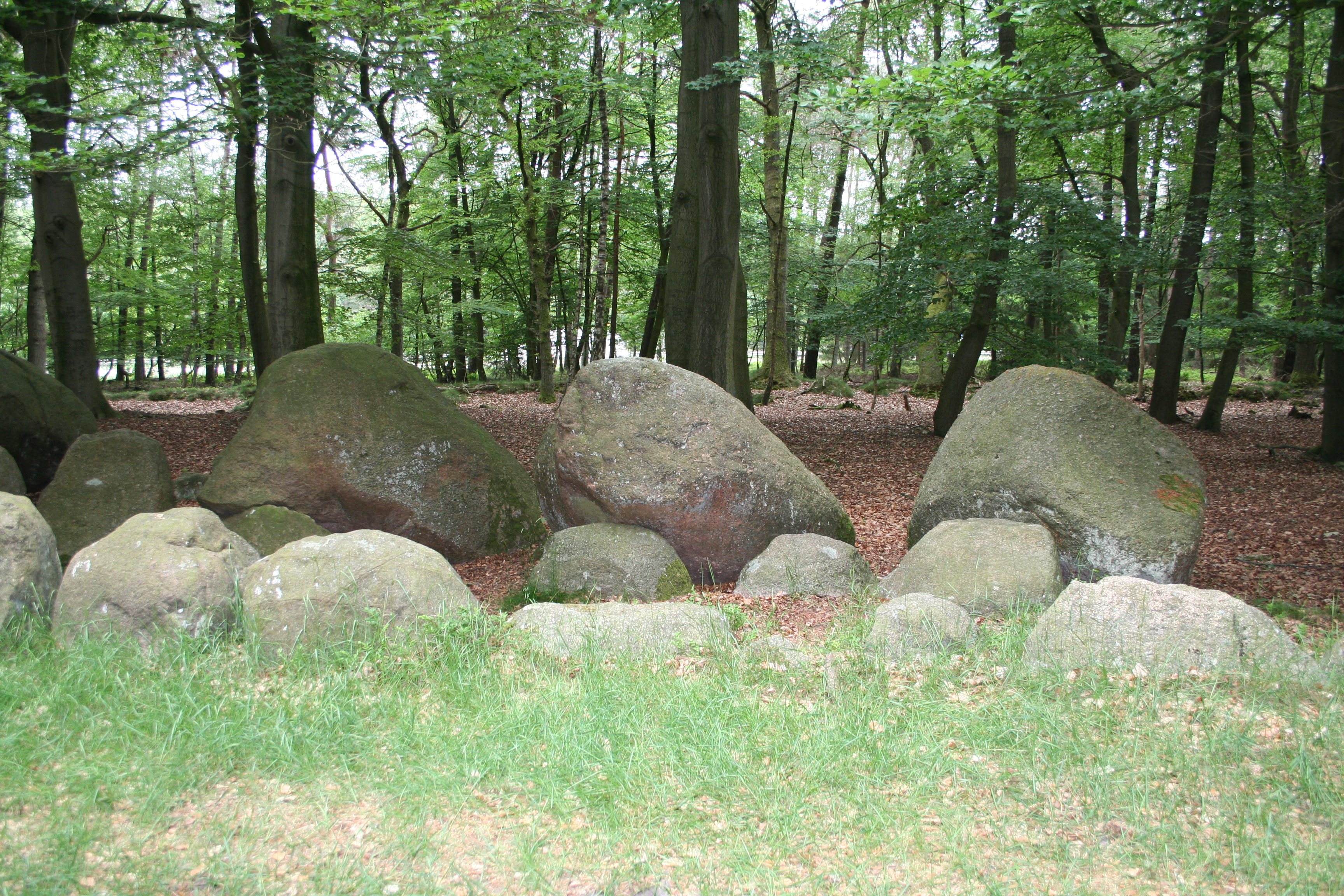
“Visbeker Bräutigam” (Sprockhoff-No. 934)

## Visbeker Bräutigam 935
Een paar meter ten noordwesten van de enorme Visbeker Bräutigam 936 ligt dit in verhouding bescheiden neolithische bouwwerk. Er zijn slechts twee dekstenen en de bovenkant van de draagstenen te zien vanuit de ronde dekheuvel. Waarschijnlijk is de kamer nog volledig intact.

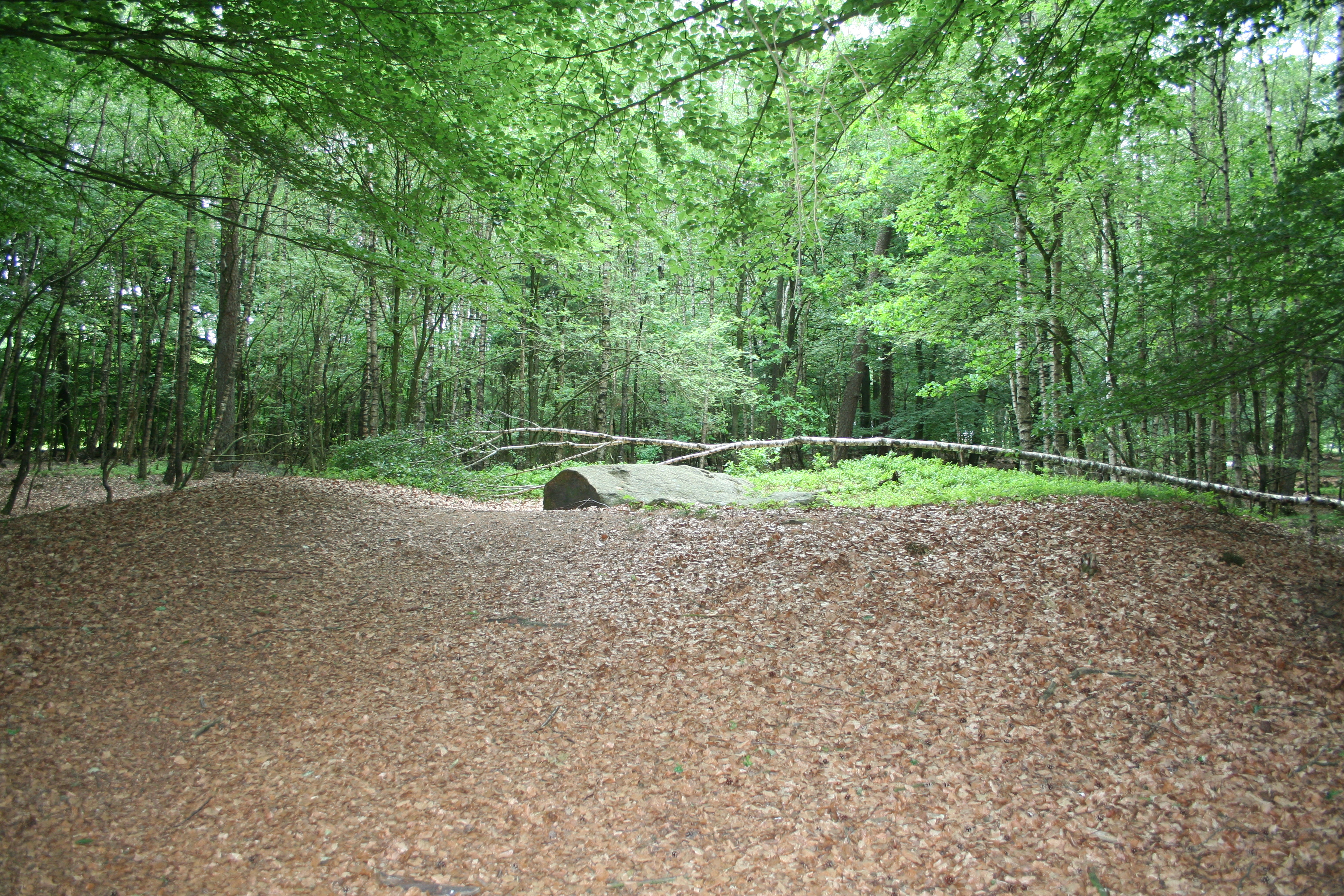
"Visbeker Bräutigam” (Sprockhoff-No. 935)

## Visbeker Bräutigam 936
Dit hunebed is niet alleen het langste van Nedersaksen, het valt ook op door de grote lengte van de draagstenen aan de smalle oostkant. Het bouwwerk heeft de tijd enorm goed doorstaan. De krans is 104 meter lang en 9 meter breed, bestaat uit ongeveer 130 stenen en is bijna geheel bewaard gebleven (oorspronkelijk waren er 170 stenen).
De kamer is klein vergeleken de krans (en ook kleiner dan het bescheiden hunebed Visbeker Bräutigam 934); 10 meter lang. Er zijn nog vijf dekstenen, de draagstenen zijn nog in de grond verzonken.

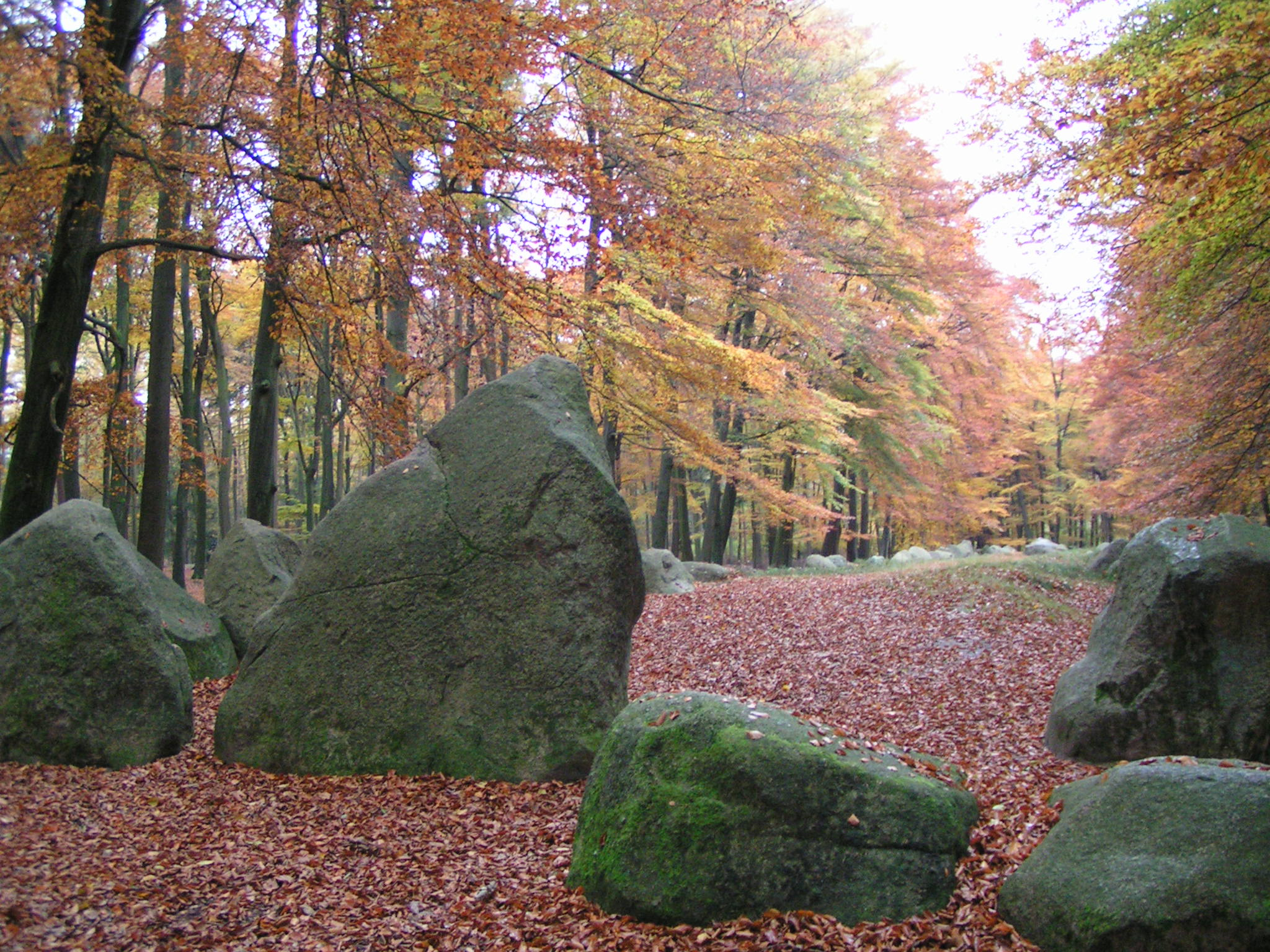
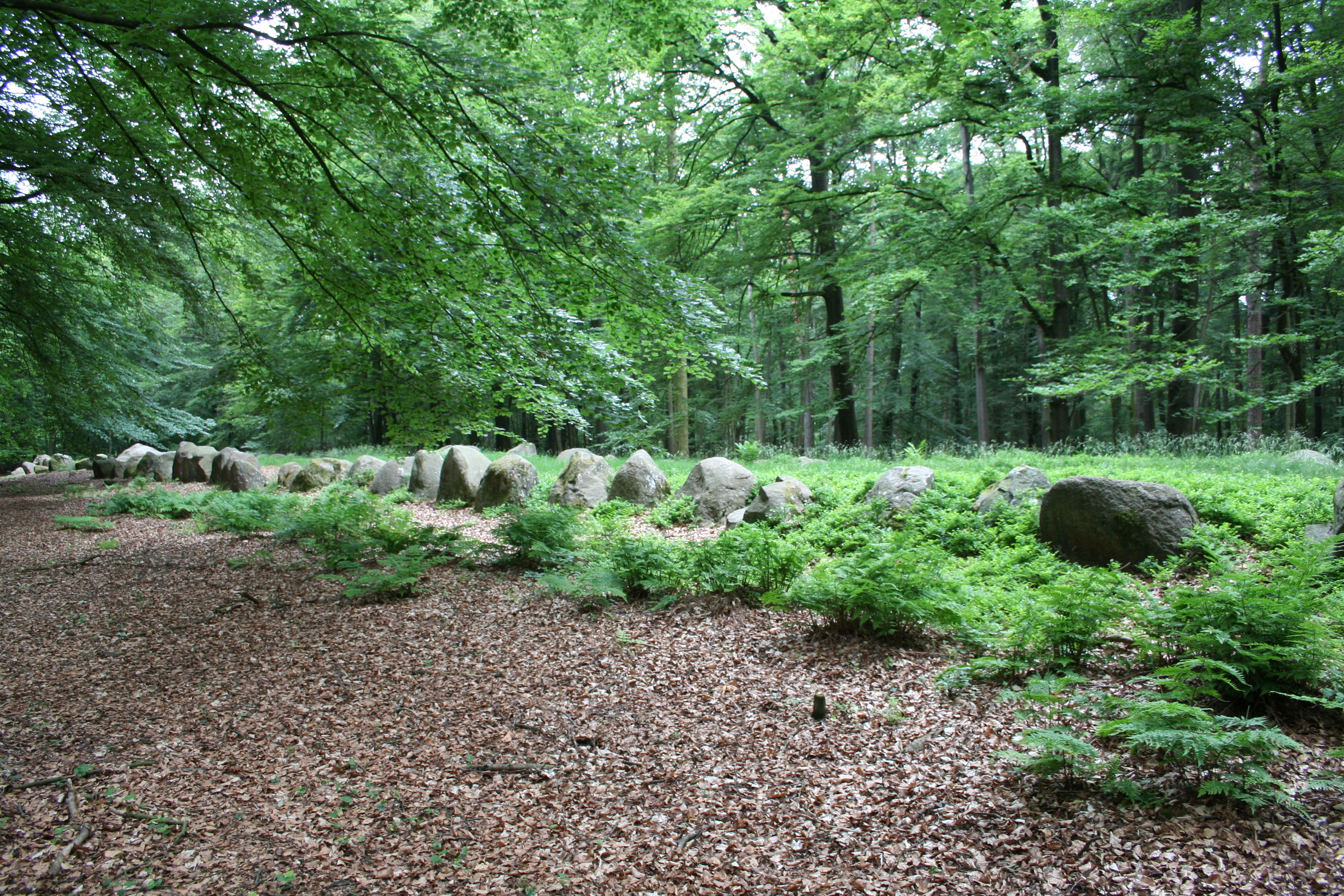
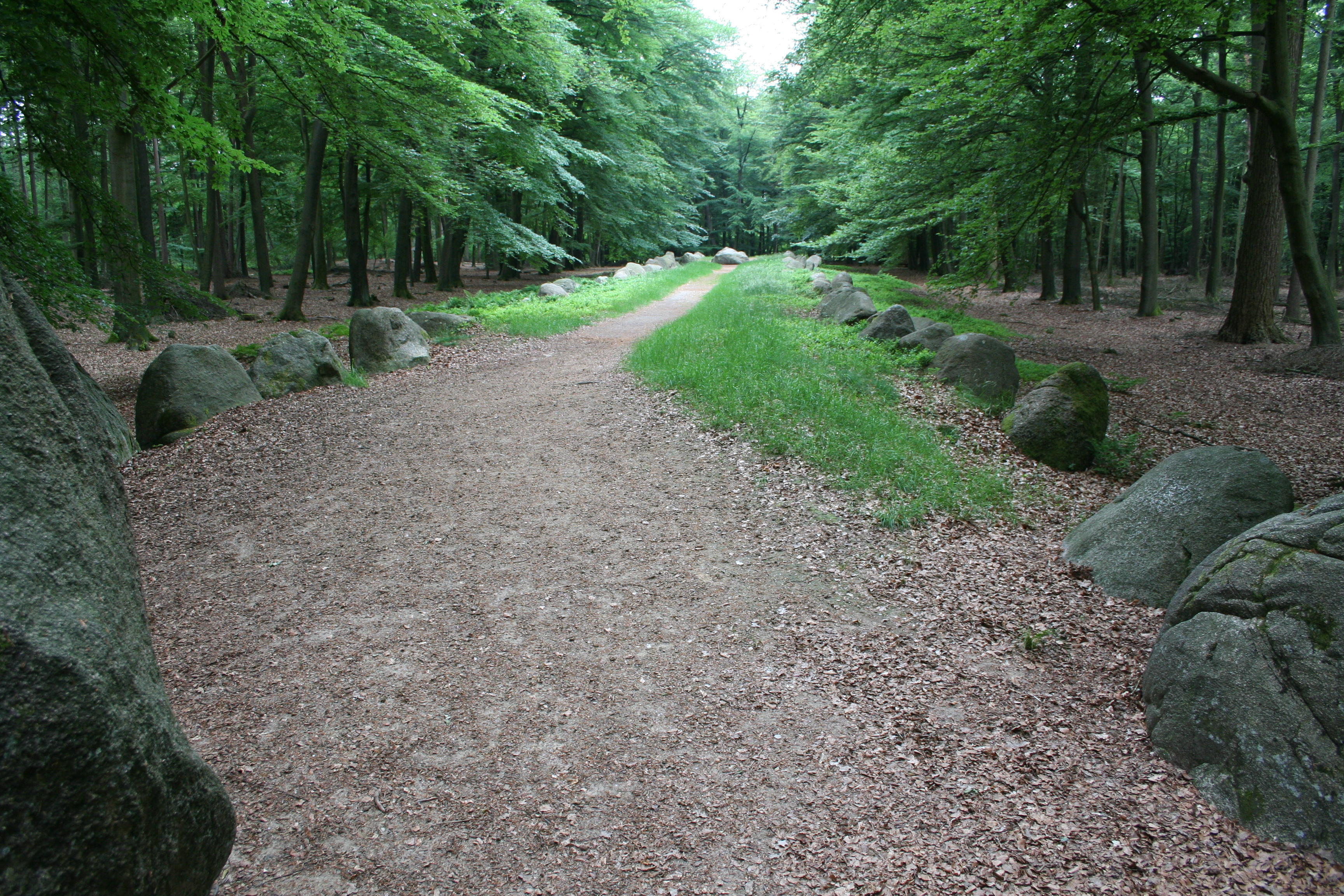
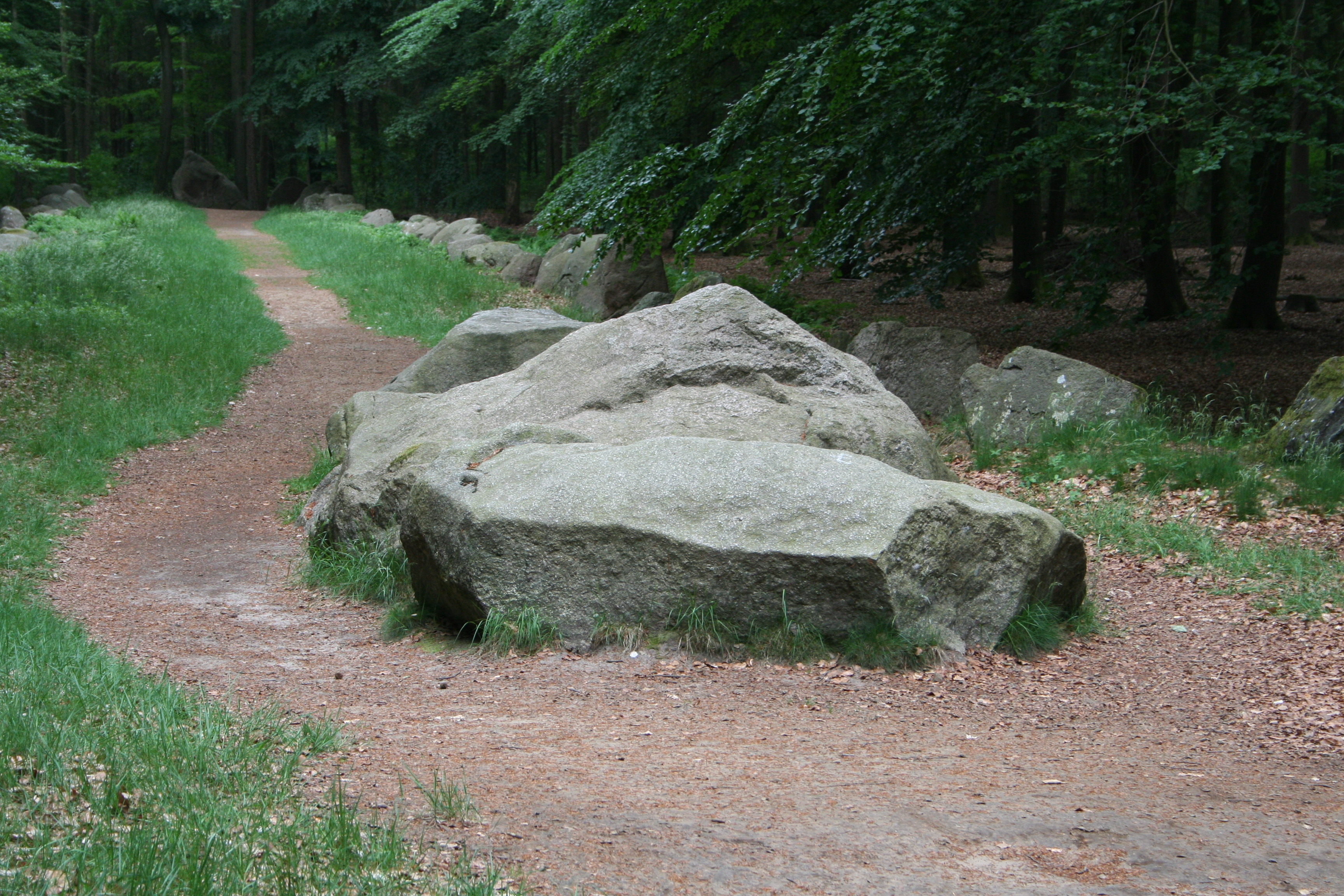

## Visbeker Bräutigam 937
Een paar meter vanaf de enorme Visbeker Bräutigam 936 ligt dit, niet goed bewaard gebleven, hunebed. De kamer is oost-west georiënteerd en diep verzonken in de aarde. De meeste draagstenen liggen nog op de oorspronkelijke plek. Er is slechts één deksteen bewaard gebleven, deze is (waarschijnlijk samen met een fragment van de andere deksteen) in de kamer gegleden.

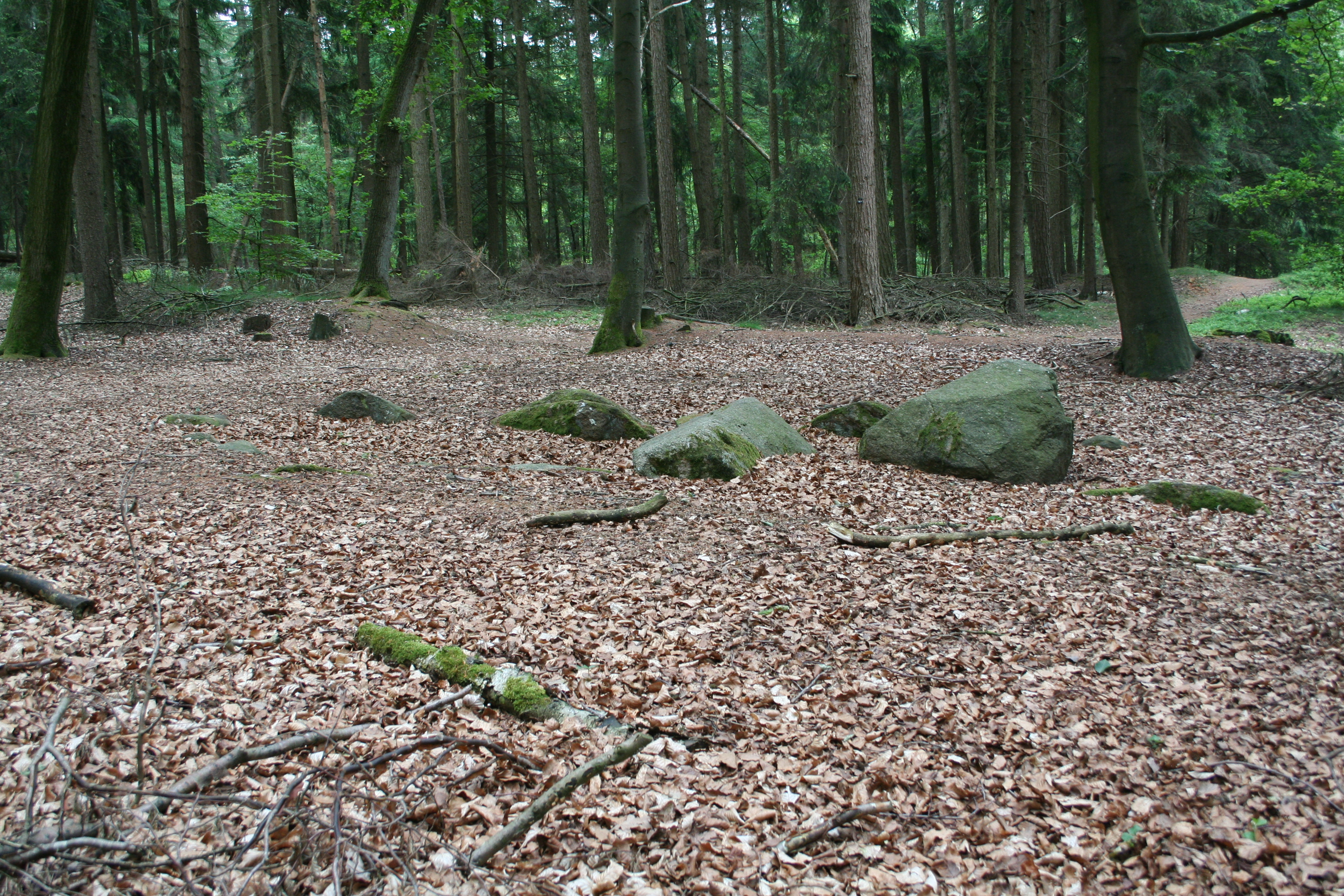
“Visbeker Bräutigam” (Sprockhoff-No. 937)

## Visbeker Bräutigam 938 (Brautwagen)
Dit hunebed ligt op enkele meters ten zuidoosten van de enorme Visbeker Bräutigam 936. Het rust nog in de dekheuvel. De lange zijden bestaan uit negen draagstenen, samen met de sluitstenen ondersteunen ze vier grote dekstenen. De stenen liggen nog op de originele plek. Het bouwwerk is noordoost-zuidwest georiënteerd.

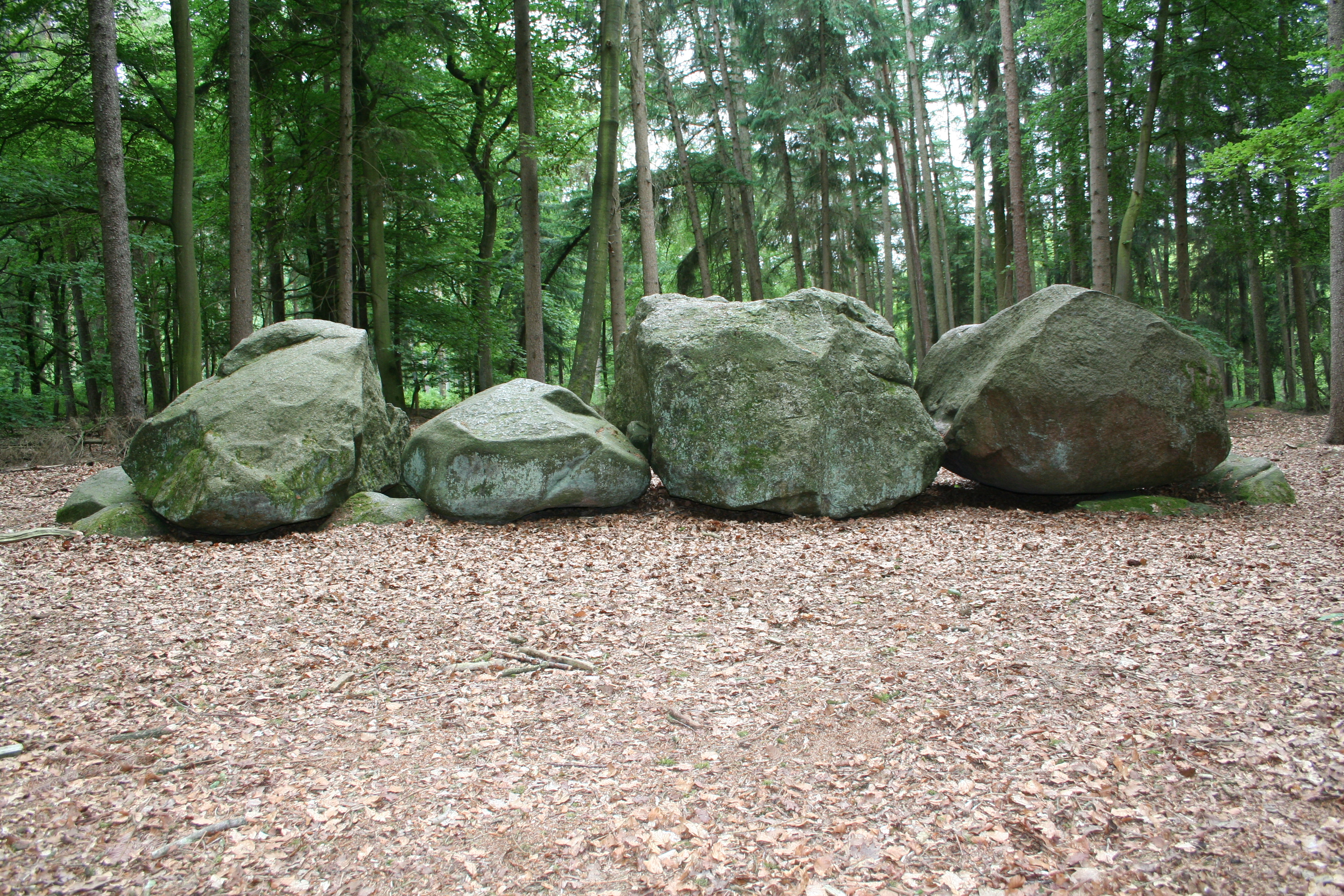
“Visbeker Bräutigam”, “Brautwagen” (Sprockhoff-No. 938)

## Weblinks
- Navigator auf den Visbeker Bräutigam fokussierter amtl. Kartendienst der Gemeinde Visbek
- Visbeker Braut und Bräutigam – Sage
- Beschreibung und Bilder
- steinzeitreise.de
- Stonepages: Visbeker Bräutigam